# أمة العزيز بنت سهل الإسفراييني
أمة العزيز، شكر بنت سهل بن بشر بن أحمد بن سعيد الإسفرابيني الصايغ،(472 هـ - 551 هـ) راوية للحديث ولدت بصور، ثم حملها والدها إلى دمشق وقطنتها. سمعت من أبيها، وأبي نصر أحمد بن محمد الطريثيثي، وكان سماعها صحيحا.